# 운빨로맨스
《운빨로맨스》는 2016년 5월 25일부터 2016년 7월 14일까지 MBC에서 방영된 수목드라마로, 포털사이트 네이버를 통해 지난 2014년 2월 15일부터 11월 22일까지 웹툰작가 김달님이 연재한 동명의 웹툰을 원작으로 하고 있다.

## 줄거리
운명을 믿고, 미신을 맹신하는 심보늬와 수학과 과학에 빠져사는 공대 출신 게임회사 CEO 제수호가 벌이는 로맨틱 코미디.

## 등장 인물

### 주요 인물
- 황정음 : 심보늬 역 (아역 박서연, 이예선)
- 류준열 : 제수호 역 (아역 설우형, 길정우, 박준목)
- 이청아 : 한설희 (에이미 한) 역
- 이수혁 : 최건욱 (개리 초이) 역 (아역 홍동영, 정유안)

### 심보늬의 주변 인물
- 김지민 : 심보라 역 (아역 : 김보민)
- 김종구 : 구신 역
- 김상호 : 원대해 역

### 제수호의 주변 인물
- 정상훈 : 한량하 역
- 기주봉 : 제물포 역
- 나영희 : 양희애 역
- 정인기 : 안영일 역

### 최건욱의 주변 인물
- 조영진 : 최호 역

### 제제팩토리
- 이초희 : 이달님 역
- 정영기 : 송대권 역
- 윤봉길 : 이현빈 역
- 진혁 : 류지훈 역
- 차세영 : 가승현 역
- 권혁수 : 조윤발 역

### 그 외 인물들
- 조선묵
- 송경화
- 조시내
- 백지원
- 오희준
- 김명기
- 최민영 : 민재 역
- 최찬숙
- 정재원

### 특별 출연
- 김영희
- 레이 양
- 박성광
- 허경환

## 시청률
아래의 파란색 숫자는 '최저 시청률'이고, 빨간색 숫자는 '최고 시청률'입니다. 시청률조사회사와 지역별로 시청률에 차이가 있을 수 있습니다.
| 2016년      | 2016년      | 2016년         | 2016년       | 2016년         | 2016년       |
| 회차        | 방송일      | TNmS 시청률    | TNmS 시청률  | AGB 시청률     | AGB 시청률   |
| 회차        | 방송일      | 대한민국(전국) | 서울(수도권) | 대한민국(전국) | 서울(수도권) |
| ----------- | ----------- | -------------- | ------------ | -------------- | ------------ |
| 제1회       | 5월 25일    | 8.9%           | 10.4%        | 10.3%          | 12.3%        |
| 제2회       | 5월 26일    | 7.0%           | 8.0%         | 8.7%           | 10.1%        |
| 제3회       | 6월 1일     | 7.6%           | 7.8%         | 8.0%           | 8.0%         |
| 제4회       | 6월 2일     | 7.9%           | 9.0%         | 8.2%           | 8.9%         |
| 제5회       | 6월 8일     | 8.0%           | 9.9%         | 8.4%           | 9.2%         |
| 제6회       | 6월 9일     | 8.1%           | 9.6%         | 8.9%           | 9.8%         |
| 제7회       | 6월 15일    | 8.1%           | 10.0%        | 9.8%           | 10.3%        |
| 제8회       | 6월 16일    | 8.5%           | 10.0%        | 8.7%           | 9.6%         |
| 제9회       | 6월 22일    | 8.6%           | 11.0%        | 9.2%           | 10.0%        |
| 제10회      | 6월 23일    | 7.9%           | 10.2%        | 8.0%           | 9.1%         |
| 제11회      | 6월 29일    | 8.2%           | 10.1%        | 8.4%           | 9.7%         |
| 제12회      | 6월 30일    | 7.7%           | 9.3%         | 7.7%           | 8.0%         |
| 제13회      | 7월 6일     | 7.0%           | 9.5%         | 6.6%           | 6.7%         |
| 제14회      | 7월 7일     | 6.8%           | 8.4%         | 6.4%           | 7.0%         |
| 제15회      | 7월 13일    | 7.0%           | 8.5%         | 6.8%           | 7.0%         |
| 제16회      | 7월 14일    | 7.2%           | 9.1%         | 6.4%           | 6.8%         |
| 평균 시청률 | 평균 시청률 | 7.8%           | 9.4%         | 8.2%           | 8.9%         |

## 수상
- 2016년 MBC 연기대상 신인상 류준열

## 동시간대 경쟁작
KBS 수목드라마
- 《마스터 - 국수의 신》 (2016년 4월 27일 ~ 2016년 6월 30일)
- 《함부로 애틋하게》 (2016년 7월 6일 ~ 2016년 9월 8일)

SBS 드라마 스페셜
- 《딴따라》 : (2016년 4월 20일 ~ 2016년 6월 16일)
- 《원티드》 : (2016년 6월 22일 ~ 2016년 8월 18일)